# The Current War : Les Pionniers de l'électricité
Pour plus de détails, voir Fiche technique et Distribution.
The Current War est un film américain réalisé par Alfonso Gomez-Rejon, sorti en 2017. Il est présenté en avant-première au festival international du film de Toronto 2017. La société The Weinstein Company, qui devait à l'origine distribuer ce film, ayant fait faillite à la suite de l'affaire Harvey Weinstein, les dates de sorties nationales ont été suspendues et repoussées à 2019.

## Synopsis
À la fin des années 1880, la guerre des courants oppose les deux géants de l'électricité : Thomas Edison et George Westinghouse. Le premier est partisan de l'utilisation du courant continu alors que George Westinghouse, préfère l'utilisation du courant alternatif.

## Fiche technique
| Nikola Tesla (à gauche), inventeur, physicien, et ingénieur en électro-mécanique, a été l'artisan du développement des réseaux en courant alternatif ; George Westinghouse (au centre), ingénieur et homme d'affaires américain, a apporté son soutien financier au développement d'un réseau électrique en courant alternatif fonctionnel. Puis Thomas Edison (à droite), inventeur et homme d'affaires américain, était en faveur du développement d'un réseau électrique en courant continu. |  | Nikola Tesla (à gauche), inventeur, physicien, et ingénieur en électro-mécanique, a été l'artisan du développement des réseaux en courant alternatif ; George Westinghouse (au centre), ingénieur et homme d'affaires américain, a apporté son soutien financier au développement d'un réseau électrique en courant alternatif fonctionnel. Puis Thomas Edison (à droite), inventeur et homme d'affaires américain, était en faveur du développement d'un réseau électrique en courant continu. |  | Nikola Tesla (à gauche), inventeur, physicien, et ingénieur en électro-mécanique, a été l'artisan du développement des réseaux en courant alternatif ; George Westinghouse (au centre), ingénieur et homme d'affaires américain, a apporté son soutien financier au développement d'un réseau électrique en courant alternatif fonctionnel. Puis Thomas Edison (à droite), inventeur et homme d'affaires américain, était en faveur du développement d'un réseau électrique en courant continu. |
| Nikola Tesla (à gauche), inventeur, physicien, et ingénieur en électro-mécanique, a été l'artisan du développement des réseaux en courant alternatif ; George Westinghouse (au centre), ingénieur et homme d'affaires américain, a apporté son soutien financier au développement d'un réseau électrique en courant alternatif fonctionnel. Puis Thomas Edison (à droite), inventeur et homme d'affaires américain, était en faveur du développement d'un réseau électrique en courant continu. |  | |  | |

 Sauf indication contraire, les informations mentionnées dans cette section peuvent être confirmées par la base de données cinématographiques IMDb,  présente dans la section « Liens externes ».
- Titre original : The Current War
- Titre français : The Current War : Les Pionniers de l'électricité
- Réalisateur : Alfonso Gomez-Rejon
- Scénariste : Michael Mitnick
- Direction artistique : Jan Roelfs
- Décors : Jan Roelfs
- Costumes : Michael Wilkinson
- Photographie : Chung Chung-hoon
- Montage : David Trachtenberg
- Musique : Volker Bertelmann, Dustin O'Halloran
- Production : Timour Bekmambetov, Basil Iwanyk, Harvey Weinstein (nom retiré du film à la suite de l'affaire Harvey Weinstein[1])
- Sociétés de production[2] : Bazelevs, Film Rites, Fourth Floor Productions, SunnyMarch, The Weinstein Company
- Sociétés de distribution : 101 Studios (États-Unis), The Searchers (Belgique)
- Pays de production :  États-Unis
- Langue originale : anglais
- Format : couleur
- Genre : drame biographique
- Durée : 107 minutes
- Dates de sortie[3] : 15 octobre 2017[3] (avant-première au Mill Valley Film Festival, pays d'origine) 25 octobre 2019 (sortie nationale)

## Distribution
- Benedict Cumberbatch (VF : Pierre Tissot) : Thomas Edison
- Michael Shannon (VF : David Krüger) : George Westinghouse
- Nicholas Hoult (VF : Valentin Merlet) : Nikola Tesla
- Katherine Waterston (VF : Claire Guyot) : Marguerite Erskine Walker
- Tom Holland (VF : Gabriel Bismuth-Bienaimé) : Samuel Insull
- Simon Manyonda : Lewis Howard Latimer
- Stanley Townsend (en) (VF : Sylvain Lemarié) : Franklin Leonard Pope
- Tuppence Middleton (VF : Olivia Luccioni) : Mary Stilwell Edison
- Matthew Macfadyen (VF : Guillaume Lebon) : J. P. Morgan
- Conor MacNeill : William Kemmler
- Damien Molony (VF : Thibaut Lacour) : Bourke Cockran
- John Schwab : Rudolph Young
- Louis Ashbourne Serkis : Older Dash
- Celyn Jones : Sherman Quincy
- Garrick Hagon : l'avocat général
- Colin Stinton : Daniel Burnham

Les acteurs principaux à la première du film au Festival international du film de Toronto 2017
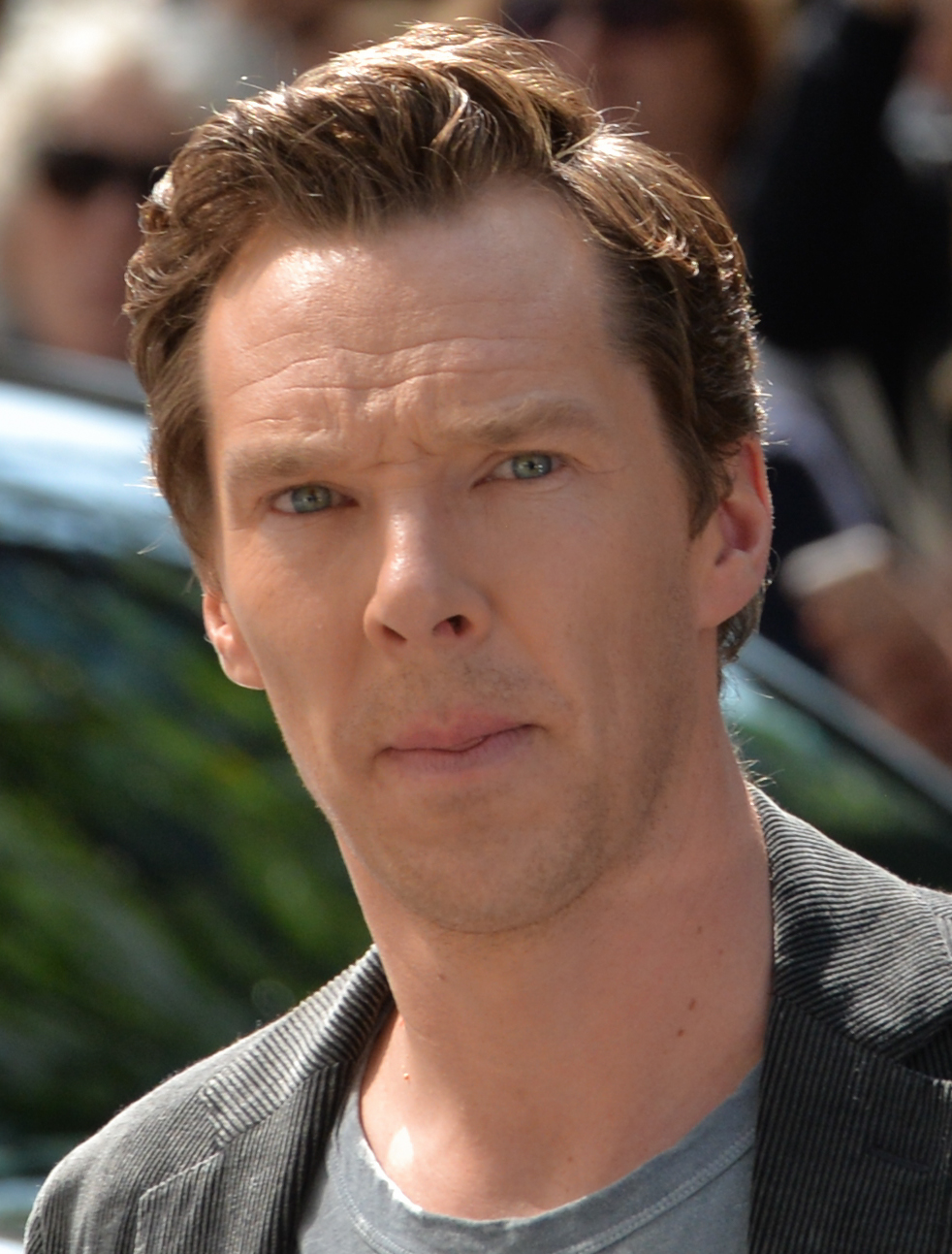
Benedict Cumberbatch (Edison).
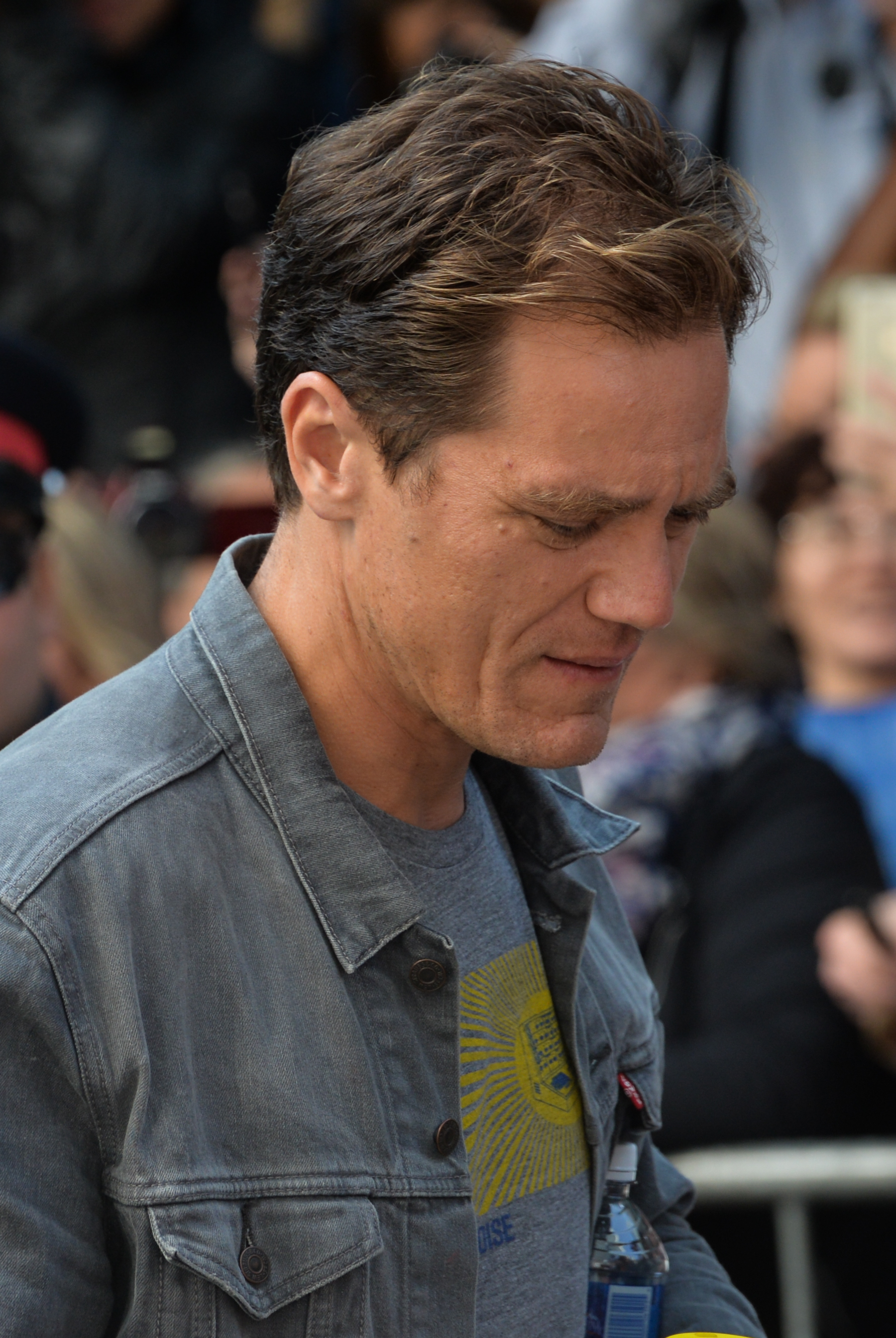
Michael Shannon (Westinghouse).

## Production

### Genèse et développement
La version projetée au festival international du film de Toronto 2017 a été supervisée par Harvey Weinstein mais est désapprouvée par le réalisateur du long métrage, Alfonso Gomez-Rejon. À la suite de mauvaises critiques, mais aussi en raison de l'affaire Harvey Weinstein, la date de sortie initiale, novembre 2017, est annulée.
Finalement, les droits du film sont récupérés par une société de production indépendante en octobre 2018, et un distributeur accepte de diffuser le film à l'international. Alfonso Gomez-Rejon s'est vu offert la possibilité de remonter le long métrage, ajoutant cinq scènes et supprimant dix minutes de la version projetée en 2017. Cette nouvelle version sortira dans le monde en octobre 2019.

### Tournage
Le tournage a eu lieu en Angleterre dans le comté d'Essex (Waltham Abbey), dans le Sussex de l'Est (Brighton Pavilion), à Londres (Alexandra Palace, University College, Blythe House), dans le Northumberland (Rothbury) et dans le Buckinghamshire (Waddesdon Manor).

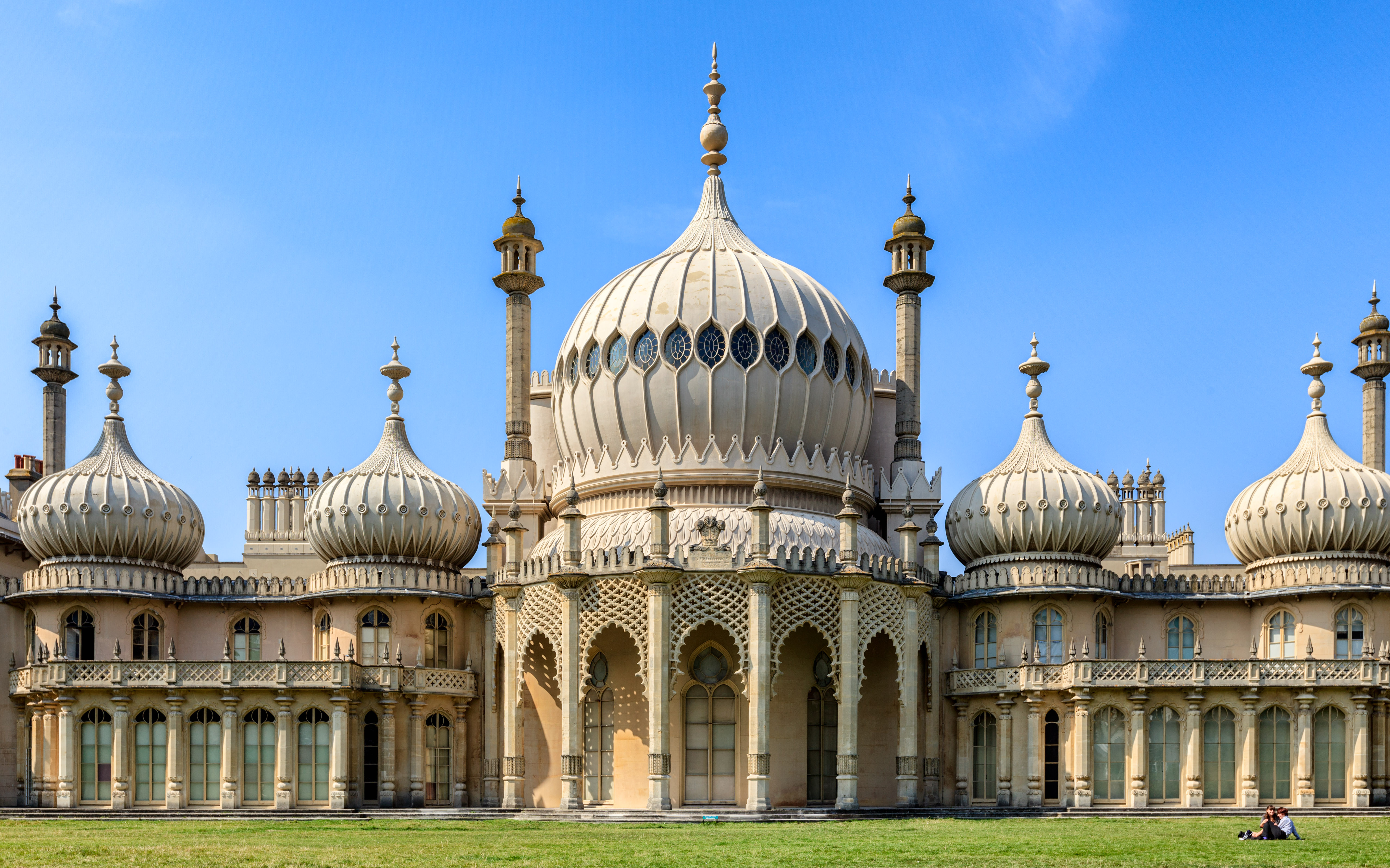
Brighton Pavilion
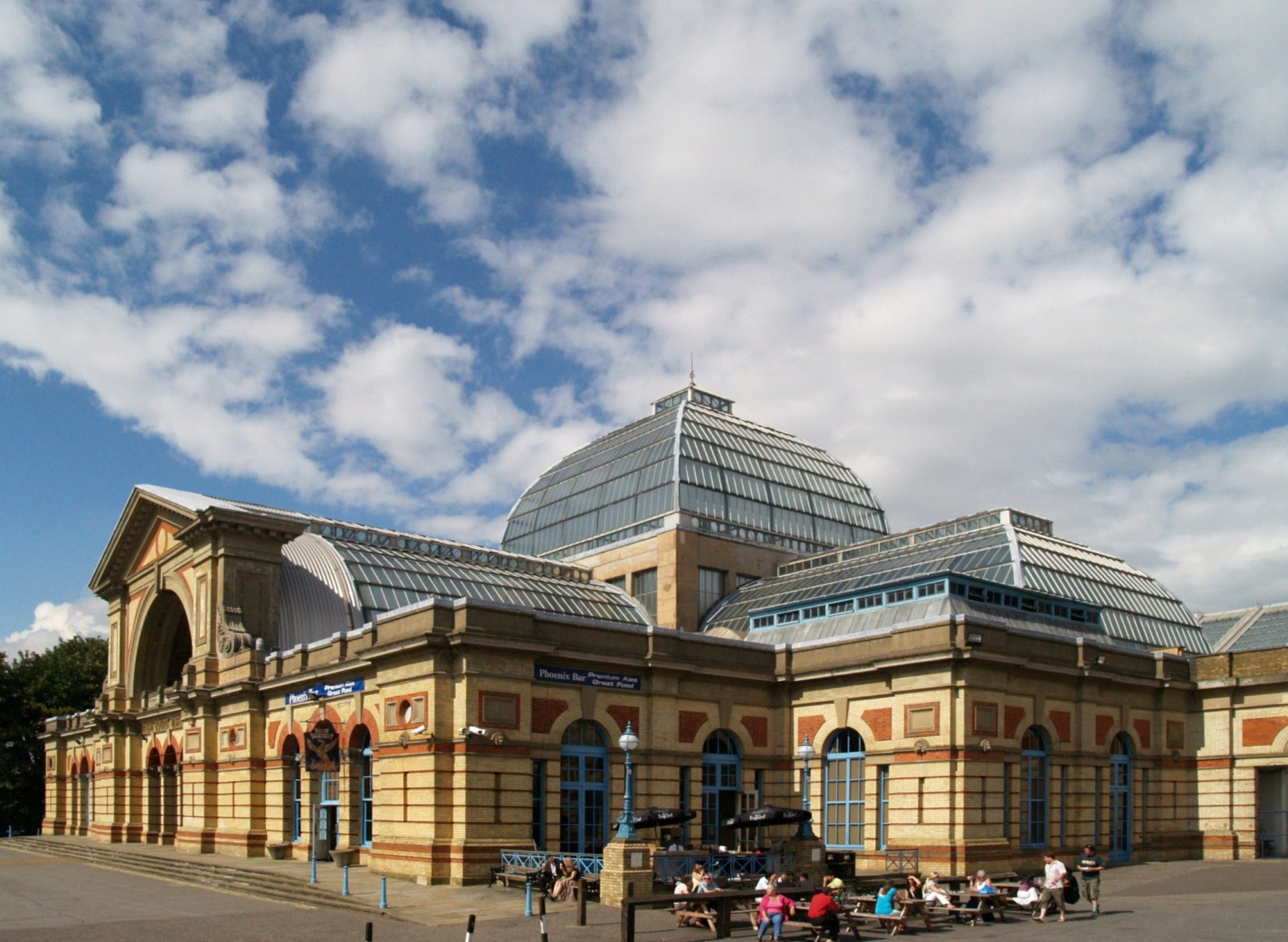
Alexandra Palace
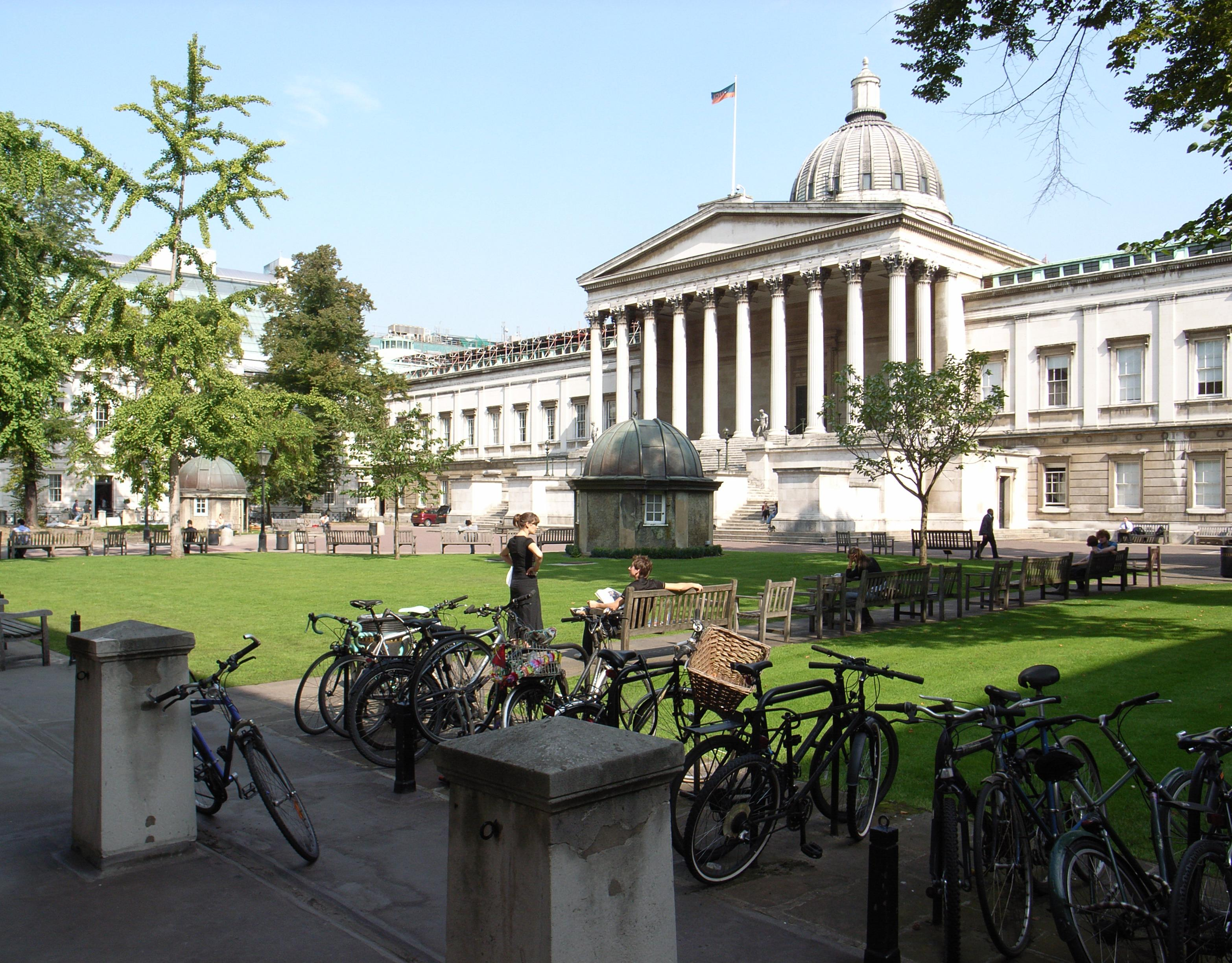
University College de Londres
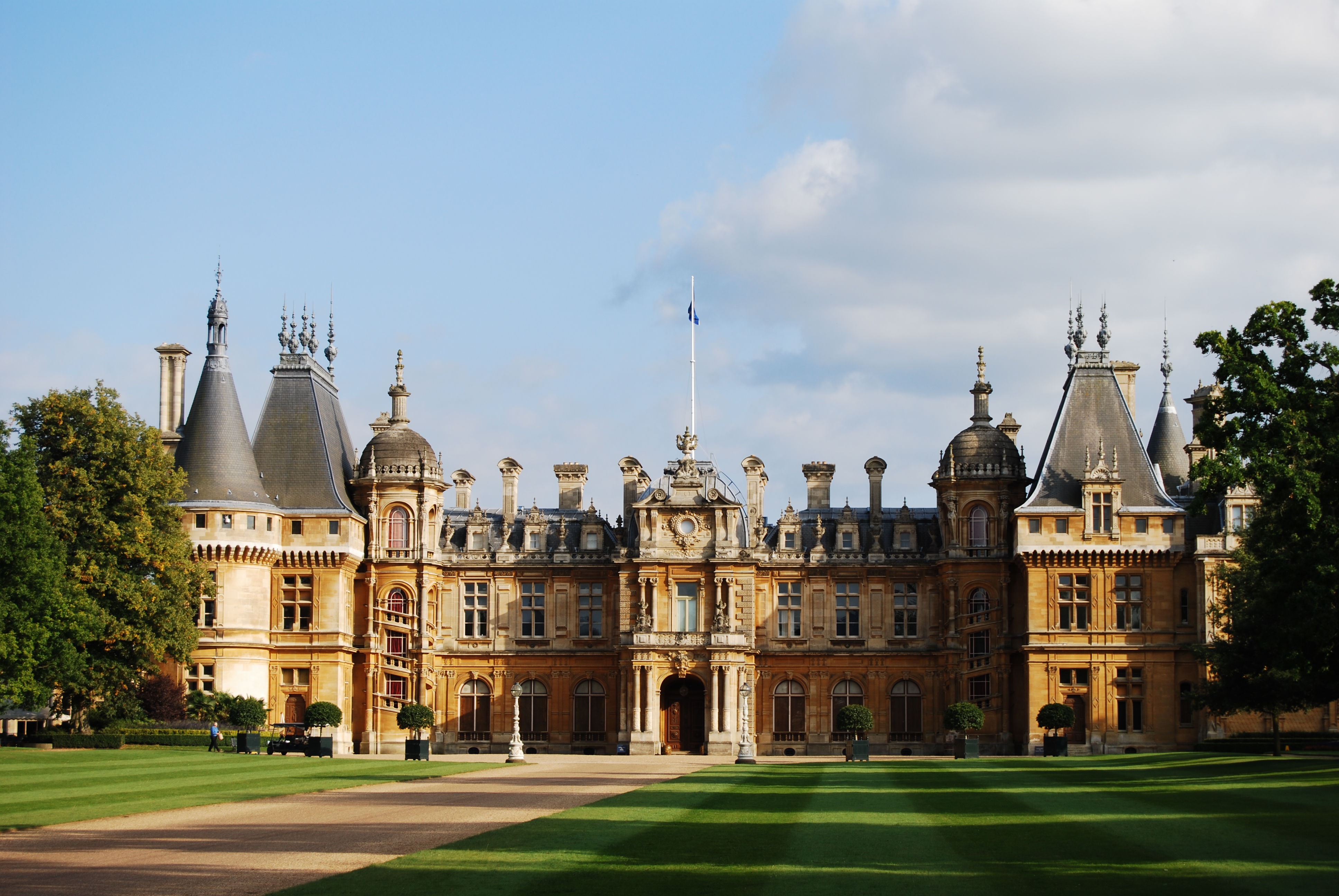
Waddesdon Manor

## Sortie
Le film devait initialement être distribué par The Weinstein Company. À la suite de l'affaire Harvey Weinstein, les dates de sorties nationales sont repoussées ainsi que sa sortie le 24 novembre 2017 aux États-Unis,. Le film est présenté lors d’un festival fin 2017. La société est déclarée en faillite. Le film est finalement distribué par 101 Studios.